# 李懷光
李懷光（729年—785年），靺鞨人，本姓茹，朔方節度使。

## 生平
其先徙幽州，以戰功賜姓李氏，累進都虞侯。歷任檢校刑部尚書，寧、慶、邠寧（今陝西彬縣）節度使、朔方節度使，管轄靈州（今寧夏靈武）。建中三年（782年），奉命討魏博鎮田悅。
建中四年（783年），涇原兵變爆發，唐德宗出逃奉天（今陕西乾县）。隨後，朱泚自稱大秦皇帝，進攻奉天。大將渾瑊力戰不屈，呂希倩戰死，唐德宗向魏縣行營的唐軍告急。懷光和神策軍統帥李晟率領兵馬前來支援，大破之。李懷光是粗人，逢人便說，卢杞、趙贊、白志貞皆奸佞之徒。卢杞心虛，建議德宗讓懷光“乘胜进取京城，破竹之势，不可失也”，德宗同意，遂令怀光军驻便桥，与李建徽、李晟及神策兵马使杨惠元按期同取长安。懷光以千里救駕，竟不能见天子，心生不满，屯驻咸阳，而不进兵，又多次上表，揭露卢杞等人的罪恶。德宗加封懷光為太尉，并賜鐵券，以示信任有加。懷光將鐵券扔於地說：“聖人疑懷光邪？人臣反，賜鐵券，懷光不反，今賜鐵券，是使之反也！”遂起兵叛唐。然而懷光只是一時激忿，非真心反叛，並未與朱泚聯合，而是引軍回朔方节度使根據地河中（今山西永濟西）自保。
李懷光派徐庭光以六千精兵守衛長春宮（今陕西大荔县东），渾瑊、駱元光等數次被庭光擊敗，不能前進。當時朝廷財政困難，朝臣建議赦懷光之罪，並派宦官尹元貞去河中撫慰。德宗不許，遂任命河東節度使馬燧為副元帥，前往討伐。马燧在陶城击败李怀光，射杀大将徐伯文，斩首万余级。又分兵與渾瑊會合，進逼長春宮。貞元元年（785年）三月，李懷光手下都虞侯呂鳴岳密謀歸順馬燧，不料事泄，懷光殺之，並屠其全家。馬燧知長春宮難以攻下，決計攻心為上，单骑至长春宫城下，直呼守将徐庭光之名，告以逆顺之理，徐庭光本無反意，當即率眾投降。德宗聞知庭光已降，诏令封庭光為御史大夫。马燧等移军直攻河中，諸將皆降，懷光見大勢已去，自缢身亡，朔方将牛名俊斬其首級，率萬餘名士卒開城出降。馬燧帶兵進城，殺懷光親信閻晏等七人，餘者不再問罪，河中之亂平定。
李怀光之子监察御史李琟杀死二弟李瑗等后自杀，故李怀光无后。德宗赦李怀光妻王氏。又念李怀光旧功，可怜其绝后，赐李怀光外孙燕八八姓李，赐名承绪，授左卫率府胄曹参军，为李怀光后嗣，赐钱一千贯，任其于李怀光墓侧置立庄园，侍养王氏，并备四时享奠之礼。

## 延伸阅读
[在维基数据编辑]
 《舊唐書·卷121》，出自刘昫《舊唐書》
 《新唐書·卷224上》，出自《新唐書》